# ایسکرا (شهرستان چوی)
ایسکرا (به لاتین: Iskra) یک روستا در قرقیزستان است که در شهرستان چوی واقع شده‌است. ایسکرا ۰٫۵ کیلومتر مربع مساحت و ۲٬۳۵۳ نفر جمعیت دارد و ۹۲۲ متر بالاتر از سطح دریا واقع شده‌است.